# Łukasz Moneta
Łukasz Moneta (Racibórz, Polonia, 13 de mayo de 1994) es un futbolista polaco que juega de defensa en el Ruch Chorzów de la Ekstraklasa. 

## Carrera
Łukasz Moneta comenzó en el LZS Leśnica, siendo fichado en 2014 por el Legia de Varsovia. Debutó el 2 de agosto del mismo año ante el Górnik Zabrze. En 2016, tras una cesión al Wigry Suwałki, se hizo oficial su traspaso al Ruch Chorzów. Después de una temporada en el club de Silesia, retornó al Legia en julio de 2017, en sustitución a Jakub Rzeźniczak. El 8 de enero de 2018 se materializó su cesión por un año al Zagłębie Lubin, siendo nuevamente cedido el 28 de enero de 2019 al Bytovia Bytów de la I Liga de Polonia. Finalmente, en julio de 2019 abandonó el Legia y fichó por el GKS Tychy. Dos años después se marchó al Stomil Olsztyn. En 2022 retornó al Ruch Chorzów.